# Генеральная голландская фашистская лига
Генеральная голландская фашистская лига (нидерл. Algemeene Nederlandsche Fascisten Bond; сокращённо ANFB) — политическое движение в Нидерландах, существовавшее в 1932 — 1934 гг. Движение стремилось создать «народный фашизм», хотя участники организации не ставили это целью и были ближе по взглядам к Муссолини, нежели Гитлеру, несмотря на их риторику.

## История
Движение было основано 29 июля 1932 года Яном Баарсом. На выборах 1933 года партия набрала 0.46% голосов (17157 человек). В том же лига вступила в «корпоративную концентрацию» во главе с Альфредом Хейтоном объединившись с Национальным Союзом, хотя лидер АНФБ Ян Баарс не ладил с Карелом Герретсоном. Вследствие плохих взаимоотношений между лидерами и Национальный Союз, и АНФБ распались в 1934. Одним из результатов распада стало образование Голландского фашистского союза.
Чёрный фронт являлся преемником АНФБ, хоть и в его программе было больше католических идей, нежели у предшественников Чёрного фронта.